# John Chard
Pour les articles homonymes, voir Chard.
Colonel John Rouse Merriott Chard (21 décembre 1847- 1er novembre 1897) est un officier britannique, ingénieur du corps du génie qui a gagné la Victoria Cross pour son rôle dans la défense de Rorke's Drift (où il était initialement présent pour superviser la construction d'un bac sur le gué) en 1879.